# Raid Citroën – La Traversée du Sahara

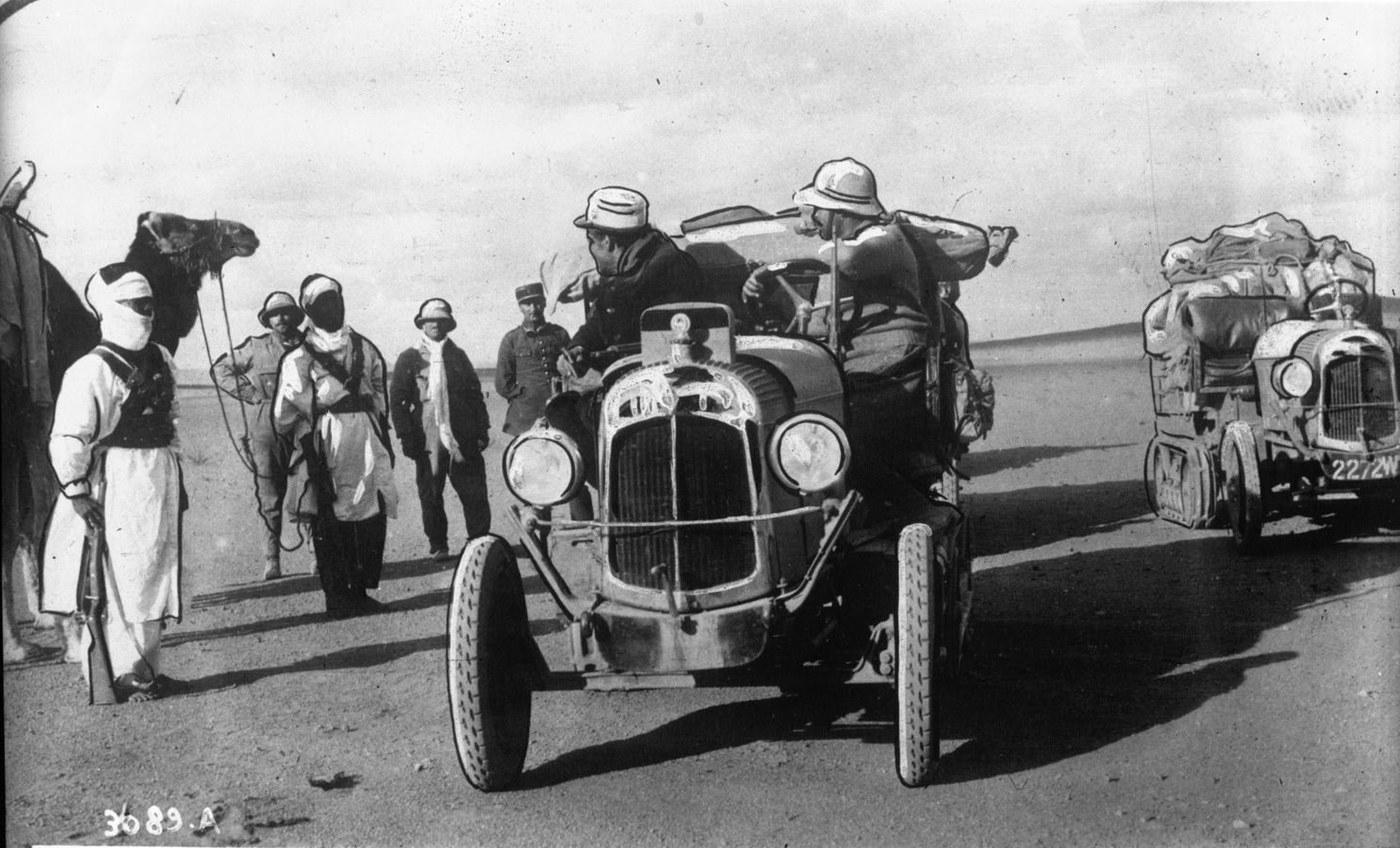
Expeditionen i möte med soldater ur kamelkavalleriet i Grand Erg Occidental. Vice expeditionsledaren Louis Audouin-Dubreuil sitter vid ratten i bilen till vänster.

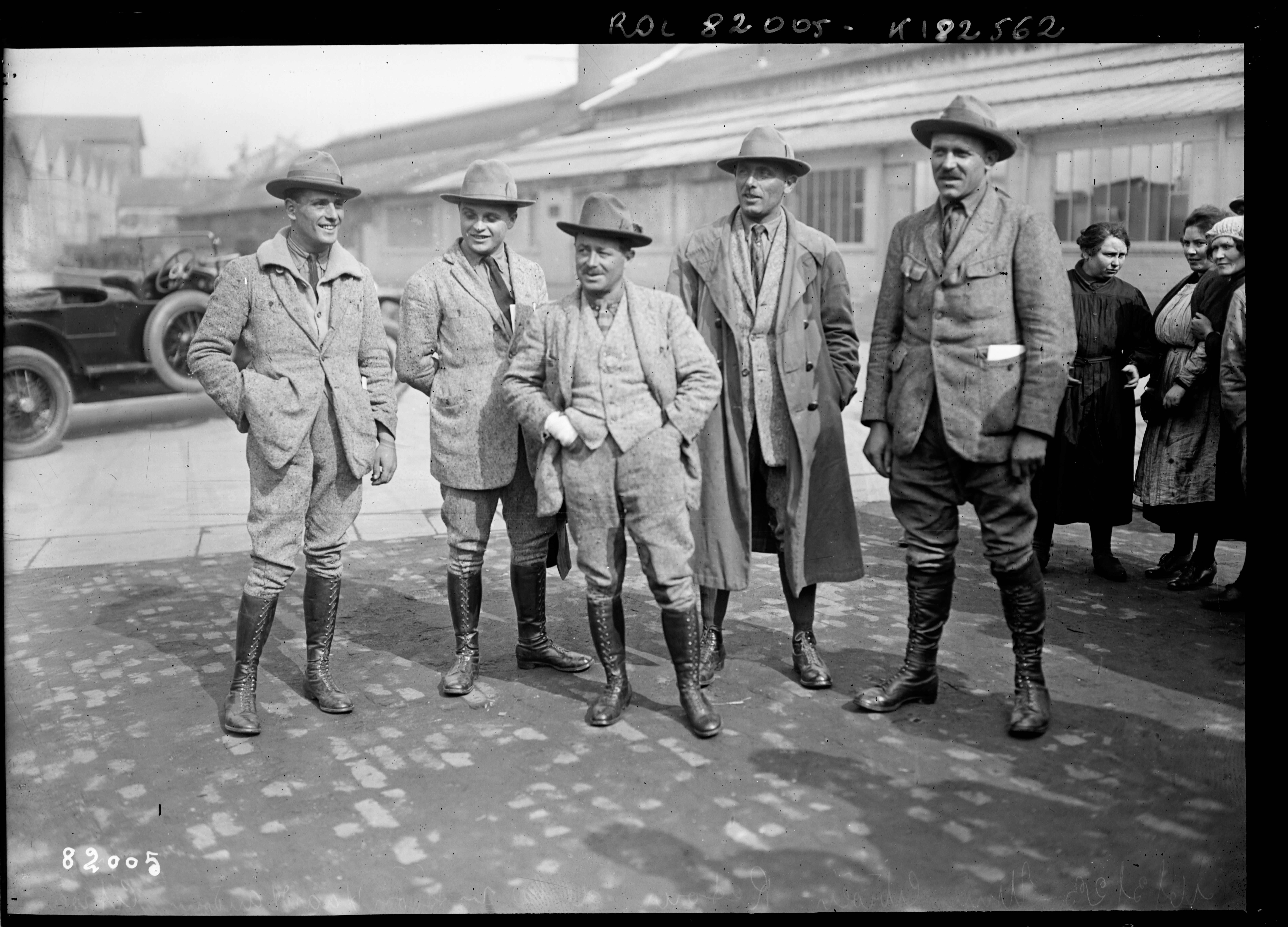
Expeditionsmedlemmar efter återkomst till Citroënfabriken på Quai de Javel, Vaugirard
i Paris, den 16 mars 2023

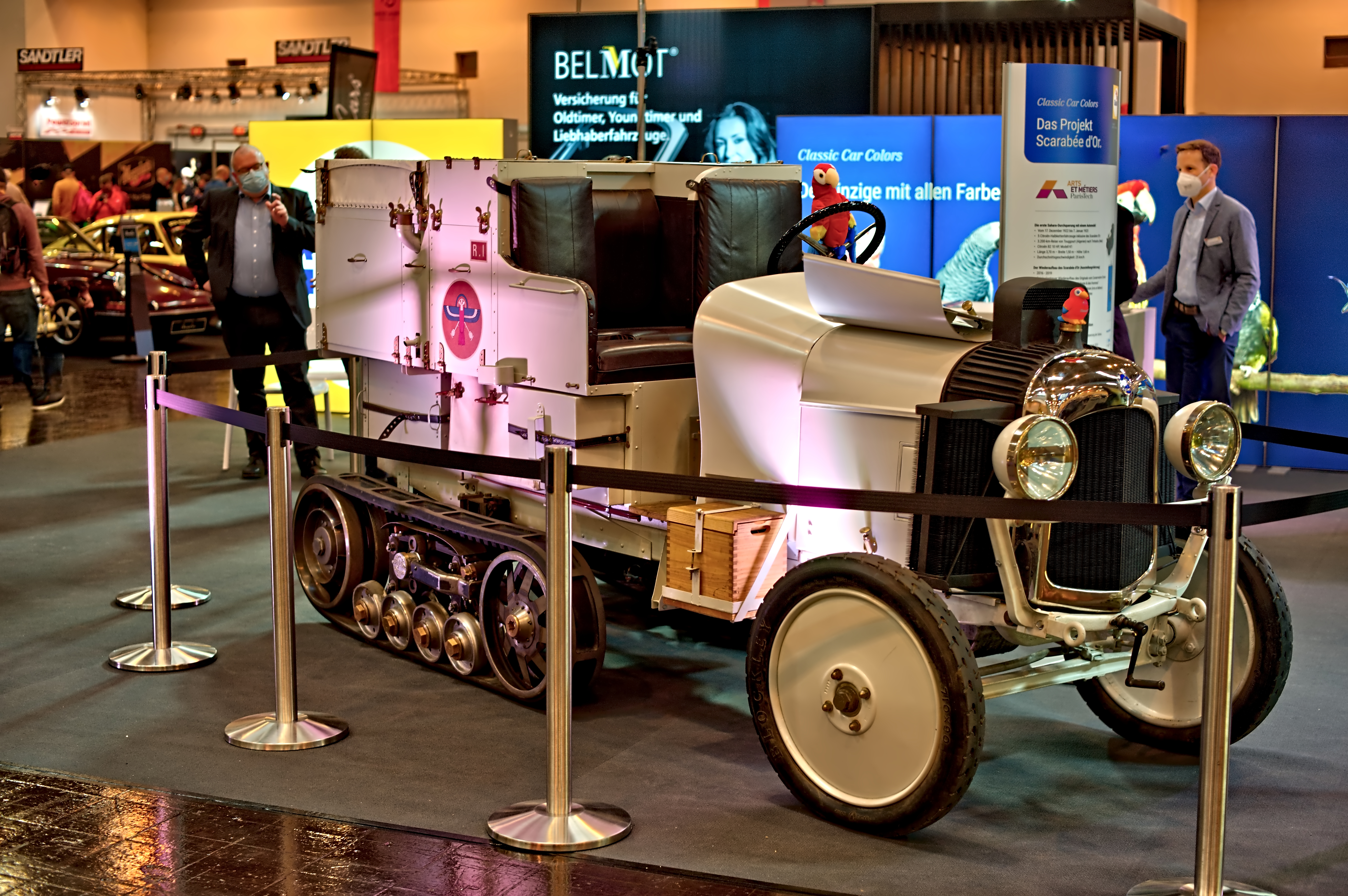
Replika av Scarabée d'Or, 2022

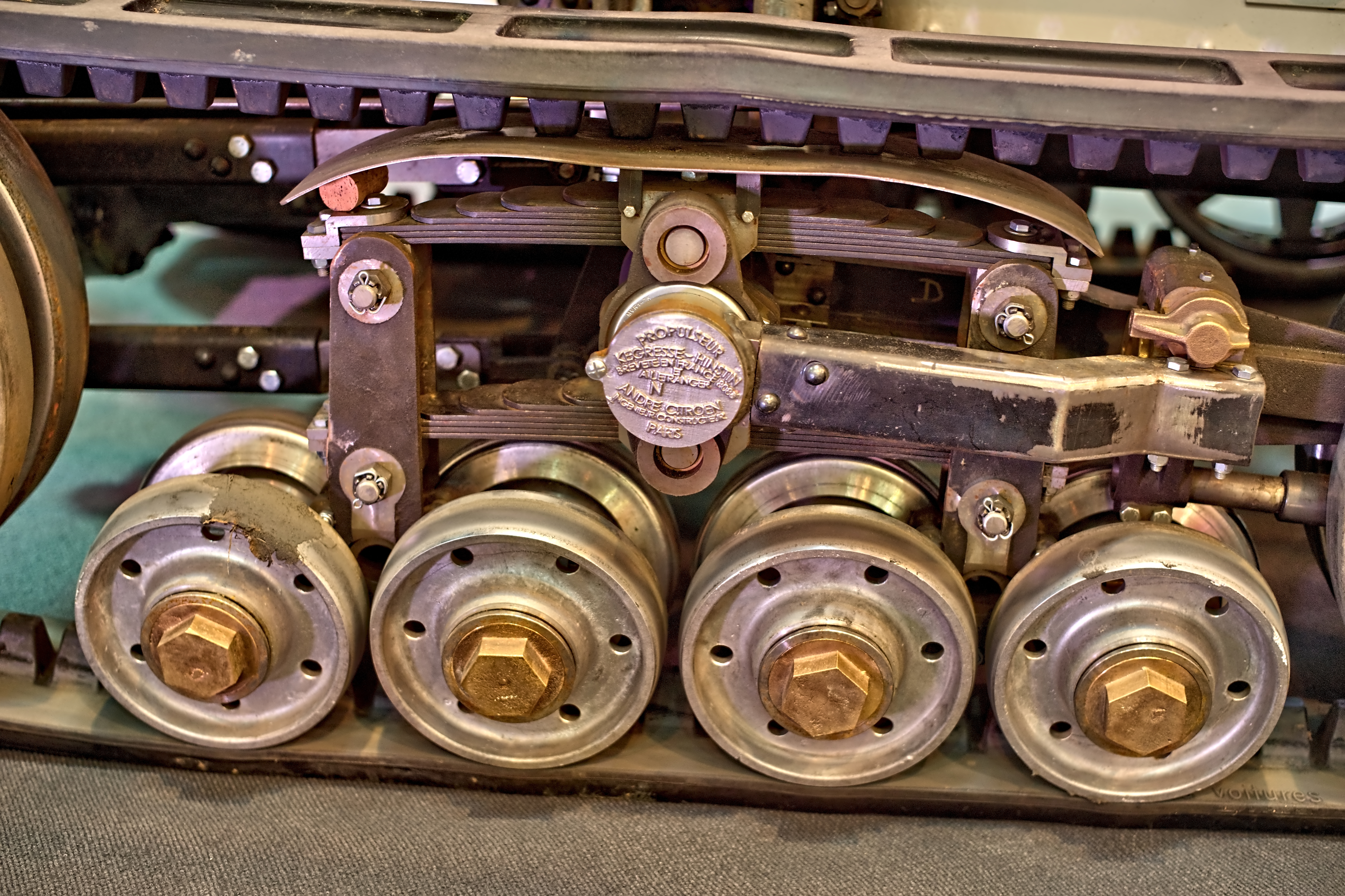
Drivningen på en K1, den typ som användes vid expeditionen

Raid Citroën – La Traversée du Sahara var den första av en serie expeditioner, som Georges-Marie Haardt på Citroën organiserade mellan 1922 och 1932 för att uppvisa köregenskaperna hos företagets halvbandvagnar av märket Citroën-Kégresse. 
Raid Citroën genomfördes mellan den 17 december 1922 och 7 januari 1923 med fem Citroën-Kégresse halvbandvagnar, som körde från Touggourt i Algeriet till Timbuktu i Mali. Expeditionsstyrkan på 34 personer leddes av Citroëns chef Georges-Marie Haardt och kavalleriofficeren Louis Audouin-Dubreuil. Sträckan var omkring 3.200 kilometer.
Planen för expeditionen var att genomföra färden i enbart en riktning, men den gick så bra att den förlängdes med en återresa norrut.
De fem fordonen var alla av modellen K1, vilken var baserad på modell Citroën B2 10CV. K1 var den första Citroën-Kégressemodellen  som salufördes, och den tillverkades 1921–1924. Fordonet vägde 1.700 kg och framdrevs med en hastighet på mellan fyra och 19 km/h, beroende på underlaget. Motorn var en bensinmotor från Citroën med 1,5 liters cylindervolym, som levererade en effekt på 10 CV (tio franska skattehästkrafter). De fem fordonen i expeditionen hade var och en sitt smeknamn:
- Scarabée d'Or ("Gyllene skarabén"), Georges-Marie Haardts ledarbil
- Croissant d’Argent ("Silvriga halvmånen")
- Tortue Volante ("Flygande sköldpaddan")
- Boeuf Apis ("Heliga kon")
- Chenille Rampante ("Krypande larven").

## Ny expedition 2022–2023
Citroën tillkännagav 2020 att företaget planerade att genomföra en ny färd genom Sahara 2022–2023, ett hundra år efter den första, längs originalrutten så mycket som möjligt. Denna expedition skulle, under namnet "Ë.Popée", lyfta fram fordonsdrift med laddbara batterier. Expeditionen var avsedd att genomföras med två replikor av de ursprungliga Citroën-Kégresse K1-halvbandvagnarna Scarabée d'Or och Croissant d'Argent, samt också med Citroëns moderna eldrivna bilar.
Projektet inställdes senare tills vidare.